# Beiträge zur Kenntniss des Russischen Reiches und der angränzenden Länder Asiens
Beiträge zur Kenntniss des Russischen Reiches und der angränzenden Länder Asiens — научное периодическое издание на немецком языке, издававшееся Императорской Санкт-Петербургской академией наук в Российской империи.
Редакторами были Карл Эрнст фон Бэр и Григорий Петрович Гельмерсен.
Были напечатаны 4 серии: 1839—1871 гг.; 1879—1886 гг.; 1886—1900 гг.; 1893—1896 гг.

## Серия 1839—1871 гг.
- Т. 1 (1839): Фердинанд Петрович Врангель Сообщение контр-адмирала Врангеля о русских владениях на северо-западном побережье Америки
- Т. 2 (1839): Григорий Фёдорович Генс Хива, Бухара, Коканд и северо-западная часть Китайского государства
- Т. 3 (1839): Юлий Андреевич Гагемейстер О территориальных и коммерческих ресурсах Западной Азии (на французском языке)
- Т. 4 (1841): Сборник; в числе авторов: Эрнст Карлович Гофман, Александр Иванович Шренк, Пётр Иванович Кёппен
- Т. 5 (1841): Путешествие Гельмерсена на Урал и в киргизские степи в 1833 и 1835 годах. Часть 1
- Т. 6 (1843): Путешествие Гельмерсена на Урал и в киргизские степи в 1833 и 1835 годах. Часть 2
- Т. 7 (1845): Сборник материалов по Сибири и Киргизской степи; авторы: Владимир Иванович Даль (С. 1—39), Карл Бэр (С. 41—272), Ал. Шренк и Карл Антонович Мейер (С. 273—341).
- Т. 8 (1843): Сборник; авторы: Эдуард Иванович Эйхвальд, Александр Фёдорович Миддендорф.
- Т. 9 (1845): Краткий отчёт о научных работах и поездках … по детальному изучению топографии, физического состояния, природных ресурсов, населения Российской империи
- Т. 10 (1844): Михаил Петрович Погодин Нестор, историко-критическое исследование начала русских летописей
- Т. 11 (1845): Сборник; авторы: Пётр Иванович Кёппен, Франц Титцманн, Александр Фёдорович Миддендорф.
- Т. 12 (1847): Эрнст Карлович Гофман Путешествие на золотые прииски Восточной Сибири
- Т. 13 (1849): Сборник; авторы: Пётр Иванович Кёппен, Герман Вильгельмович Абих, Андерс Варелиус[фин.], Фридрих Александр Бузе
- Т. 14 (1846): Поездка на Алтай, совершенная в 1834 году Г. фон Гельмерсеном
- Т. 15 (1848): Фёдор Иванович Базинер Путешествие по киргизской степи в Хиву
- Т. 16 (1872): К. Э. ф. Бэр Вклад Петра Великого в расширении географических знаний
- Т. 17 (1852): Поездка Александра Лемана в Бухару и Самарканд в 1841 и 1842 годах. По записям А. Лемана
- Т. 18 (1856): Сборник; авторы: Адольф Фридрих Боде, Карл Эрнст фон Бэр, Август Нёшель, Константин Степанович Веселовский
- Т. 19 (1854): Адольф Фридрих Боде Записки, сделанные во время поездки по европейской части России
- Т. 20 (1856): Александр Георгиевич Влангали Путешествие в степях восточного Кыргызстана
- Т. 21 (1858): Геогностические исследования средних губерний России, между Двиной и Волгой, в 1850 и 1853 годах, выполненные Г. Гельмерсеном и Р. Пахтом
- Т. 22 (1861): Алексей Иванович Антипов Способ добычи руды и состояние горного дела на Урале
- Т. 23 (1861): Отчеты о путешествиях по югу Восточной Сибири по поручению Императорского Русского географического общества, совершенных в 1855–1859 годах Густавом Радде
- Т. 24 (1864): Сборник; авторы: Г. Гельмерсен, Георг Герстфельд
- Т. 25 (1868): Сборник: Путешествия в районе реки Амур и по острову Сахалин; авторы: Фёдор Богданович Шмидт, Пётр Петрович Глен, Александр Дмитриевич Брылкин
- Т. 26 (1871): Карл Фридрих Майнсхаузен Известия о Вилюйском районе Восточной Сибири

## Серия 1879—1886 гг.
- Т. 1 (1879): Фёдор Фёдорович Брандт О достижениях зоологических наук в 1831—1879 гг.